# Michael Hahn (Politiker)

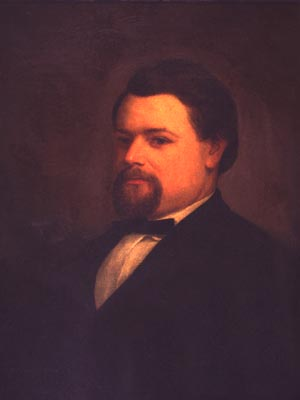
Michael Hahn

George Michael Hahn (* 24. November 1830 in Klingenmünster, Rheinkreis, Königreich Bayern; † 15. März 1886 in Washington, D.C.) war ein deutschamerikanischer Politiker und von 1864 bis 1865 19. Gouverneur von Louisiana. In den Jahren 1862/63 sowie 1885/86 war er Abgeordneter im Repräsentantenhaus der Vereinigten Staaten.

## Frühe Jahre und politischer Aufstieg
Michael Hahn wurde in einer jüdischen Familie in Klingenmünster geboren, das damals Teil der bayerischen Rheinprovinz war. 1839 wanderte seine verwitwete Mutter mit fünf Kindern nach Amerika aus. Über New York und Texas kam die Familie schließlich im Jahr 1840 nach New Orleans in Louisiana. Dort besuchte Michael Hahn die High School. Nach einer Lehre beim Anwalt Christian Roselius belegte er ein paar Jura-Vorlesungen an der University of Louisiana und wurde im Juli 1851 als Rechtsanwalt zugelassen. Daraufhin begann er in New Orleans in diesem Beruf zu arbeiten. Im Jahr 1852 wurde er in den Schulrat dieser Stadt gewählt, dessen Vorsitzender er bald werden sollte. Im selben Jahr wurde er Mitglied der Demokratischen Partei.
Bei den Präsidentschaftswahlen des Jahres 1856 trat er für Stephen A. Douglas als Kandidat der Partei ein, womit er sich in der Minderheit befand. Die Nominierung ging an den späteren Präsidenten James Buchanan. Schon damals war Hahn ein entschiedener Gegner der Sklaverei und der Sezessionsbewegung. Im Jahr 1860 hielt er in Lafayette eine flammende Rede zum Erhalt der Union. Er hat keinen Eid auf die Konföderierte Staaten abgelegt. Im Jahr 1862 wurde er als Unionist mitten im Bürgerkrieg als Vertreter des von der Union besetzten Louisianas in das US-Repräsentantenhaus nach Washington gewählt. Dort traf er mit Präsident Abraham Lincoln zusammen, mit dem er sich anfreundete. Hahn war der Meinung, Louisiana sollte erst wieder im US-Kongress vertreten sein, wenn der Krieg vorüber und der Staat neu formiert war. Daher schied er am Ende der Legislaturperiode am 3. März 1863 aus dem Gremium aus. Zurück in Louisiana trat Hahn der Republikanischen Partei bei, zu deren moderatem Flügel er sich bekannte. Er erwarb die Zeitung New Orleans True Delta, die bis dahin die Sklaverei unterstützt hatte, und machte sie zum Sprachrohr seiner politischen Ansichten. Nachdem im Jahr 1864 fast ganz Louisiana unter der Kontrolle der Union war, wurden in dem Staat erste Gouverneurswahlen ausgeschrieben, die Hahn als Kandidat seiner Partei gewann.

## Gouverneur von Louisiana
Hahn trat sein neues Amt im März 1864 an. Er setzte sich für das Wahlrecht der Schwarzen ein. Das ließ sich aber zunächst nicht verwirklichen. Immerhin wurde der 13. Verfassungszusatz ratifiziert, der die Sklaverei abschaffte. In seiner Amtszeit wurde der Grundstock für ein Schulsystem gelegt, das auch die schwarze Bevölkerung einschloss, auch wenn die Schulen nach Rassen getrennt wurden. Dann überwarf sich Hahn in der Frage der neuen Staatsverfassung mit dem neuen Militärbefehlshaber General Stephen A. Hurlbut, der den Verfassungsentwurf ablehnte und die zivile Regierung nicht anerkennen wollte. Daher bewarb sich Hahn um einen Sitz im US-Senat und trat am 3. März 1865 von seinem Amt zurück. Vizegouverneur James Madison Wells wurde sein Nachfolger.

## Weiterer Lebenslauf
Obwohl Hahn in den Senat in Washington gewählt worden war, durfte er dieses Mandat nicht antreten. Der Kongress hatte einen Beschluss gefasst, wonach Abgeordnete und Senatoren aus den Südstaaten, die sich während des Bürgerkriegs der Konföderation angeschlossen hatten, so lange nicht in den Kongress aufgenommen wurden, bis die Reconstruction in diesen Staaten abgeschlossen war. Hahn kehrte nach New Orleans zurück und verbündete sich mit den radikalen Republikanern. Ziel dieses Bündnisses war eine neue Staatsverfassung, die der schwarzen Bevölkerung das Wahlrecht verleihen sollte. Daraufhin kam es in New Orleans zu einem Polizeiaufstand gegen dieses Vorhaben, bei dem Hahn fast getötet worden wäre.
Von 1867 bis 1871 gab er die Zeitung New Orleans Daily Republican heraus. Von 1872 bis 1876 war er Abgeordneter im Repräsentantenhaus von Louisiana und ab 1875 als Speaker dessen Präsident. Danach war er von 1878 bis 1879 Leiter der United States Mint in New Orleans. Zwischen 1879 und 1885 war er Bezirksrichter. Schließlich wurde er doch noch einmal in das US-Repräsentantenhaus gewählt. Dieses Mandat übte er seit dem 4. März 1885 bis zu seinem Tod am 15. März 1886 aus. Zum Zeitpunkt seines Todes war er finanziell ruiniert. Hahn, der Mitglied der Episkopalkirche war, blieb zeitlebens unverheiratet. Er wurde auf dem Metairie Cemetery in New Orleans begraben.